# Leutwil
Leutwil es una comuna suiza del cantón de Argovia, ubicada en el distrito de Kulm. Limita al noroeste con las comunas de Dürrenäsch, al noreste con Boniswil, al sureste con Birrwil, y al suroeste con Zetzwil.

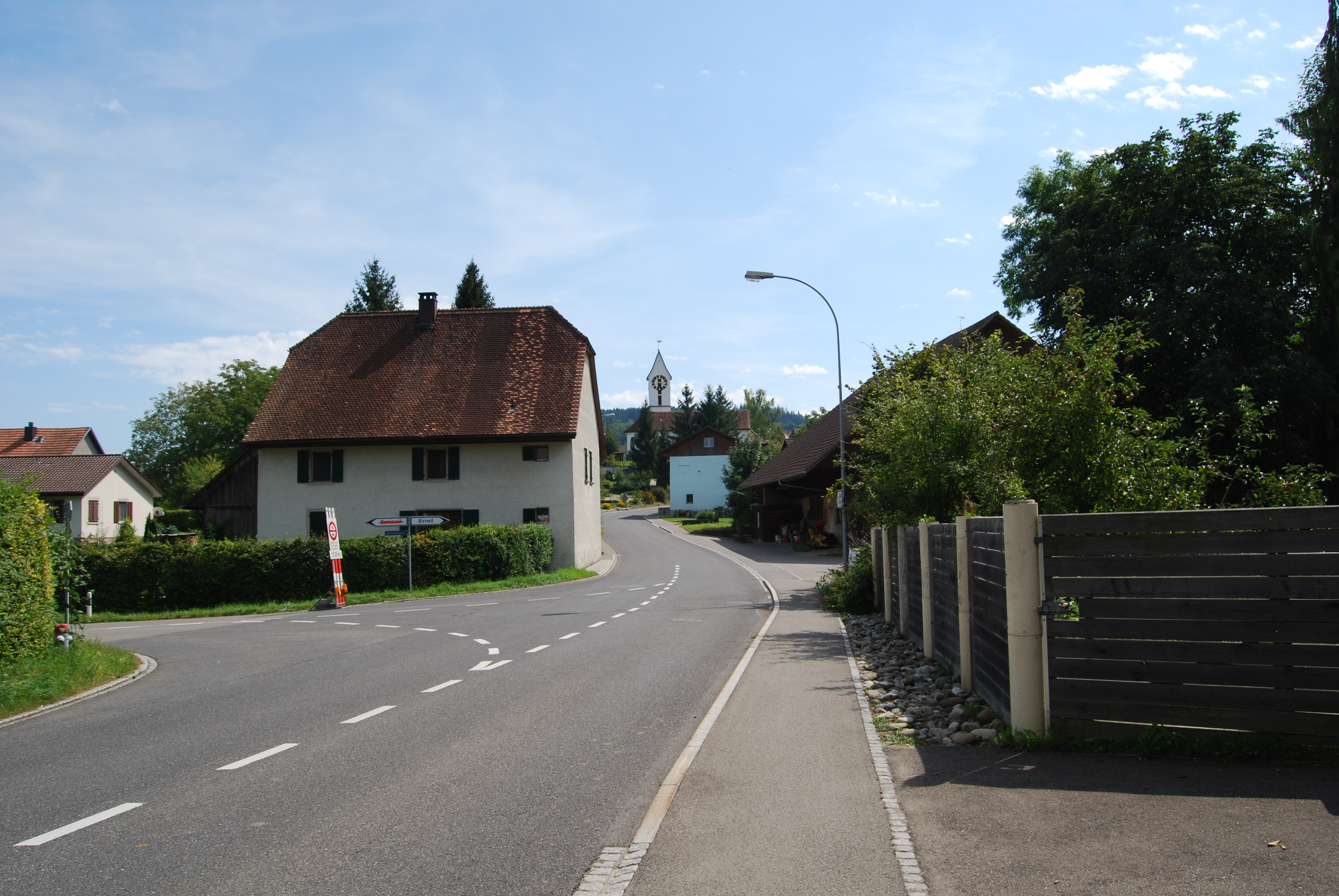
Leutwil